# Casinaria eupitheciae
Casinaria eupitheciae är en stekelart som beskrevs av Henry Lorenz Viereck 1912. Casinaria eupitheciae ingår i släktet Casinaria och familjen brokparasitsteklar. Inga underarter finns listade.